# Ієн Рафф
Ієн Рафф (англ. Ian Ruff, 16 грудня 1946) — австралійський яхтсмен.
Бронзовий призер Олімпійських Ігор 1976 року в класі 470.